# Pycreus compressiformis
Pycreus compressiformis är en halvgräsart som beskrevs av Henri Chermezon. Pycreus compressiformis ingår i släktet Pycreus och familjen halvgräs. Inga underarter finns listade i Catalogue of Life.